# قطعنامه ۱۳۶۵ شورای امنیت
قطعنامه ۱۳۶۵ شورای امنیت سازمان ملل متحد که در تاریخ ۳۱ جولای ۲۰۰۱ تصویب شد، سندی بین‌المللی دربارهٔ بررسی وضعیت خاورمیانه است. این قطعنامه طی نشست ۴۳۵۴ام با ۱۵ رای موافق، ۰ مخالف و ۰ ممتنع تصویب شد.